# Cerekwica (Poznań)
Pour les articles homonymes, voir Cerekwica.
Cerekwica (prononciation : [t͡sɛrɛkˈfit͡sa]) est un village polonais de la gmina de Rokietnica dans le powiat de Poznań de la voïvodie de Grande-Pologne dans le centre-ouest de la Pologne.
Il se situe à environ 4 kilomètres à l'ouest de Rokietnica (siège de la gmina) et à 20 kilomètres au nord-ouest de Poznań (siège du powiat et capitale régionale).

## Histoire
De 1975 à 1998, le village faisait partie du territoire de la voïvodie de Poznań.

Depuis 1999, Cerekwica est situé dans la voïvodie de Grande-Pologne.
Le village possédait une population de 452 habitants en 2011.